# Civitella San Paolo
Civitella San Paolo est une commune italienne d'environ 2 000 habitants située dans la ville métropolitaine de Rome Capitale dans la région du Latium en Italie centrale.

## Géographie
Civitella San Paolo est localisée à 40 kilomètres au nord de Rome. Le territoire de la commune est dans une zone de collines dont le mont Cucolo culmine à 288 mètres.

### Communes limitrophes
Civitella San Paolo est limitrophe des communes de Capena au sud, Fiano Romano à l'est, Rignano Flaminio et Sant'Oreste à l'ouest, Nazzano et Ponzano Romano au nord.

### Hameaux
La commune, outre son centre historique, est composé des frazione de Santa Lucia et Monte Lino.

## Administration
| Période                                  | Période | Identité | Étiquette | Qualité |
| ---------------------------------------- | ------- | -------- | --------- | ------- |
|                                          |         |          |           |         |
| Les données manquantes sont à compléter. |         |          |           |         |

## Monuments et patrimoine
Parmi les éléments notables dr la commune de Civitella San Paolo se trouvent :
- le château de l'abbatiale datant du Xe siècle ;
- les portes Romana et Capena de la ville ;
- l'église San Giacomo du XIIIe siècle ;
- l'église San Lorenzo ;
- l'église Santa Maria del Soccorso.